# Peralejos
Peralejos – gmina w Hiszpanii, w prowincji Teruel, w Aragonii, o powierzchni 36,1 km². W 2011 roku gmina liczyła 83 mieszkańców.